# Siwa Kotlinka

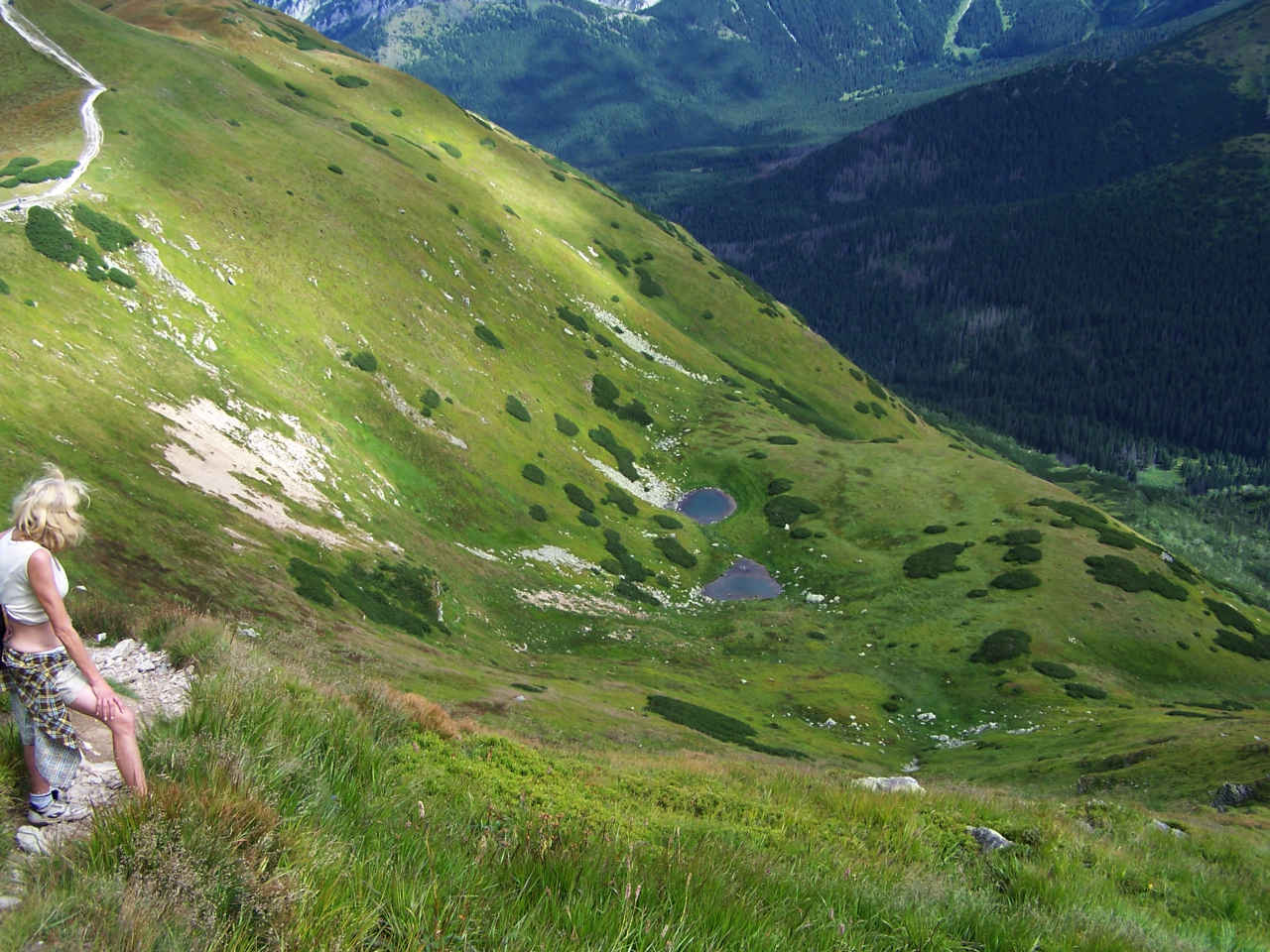
Siwa Kotlinka z Siwymi Stawkami

Siwa Kotlinka – niewielka kotlina w Dolinie Pyszniańskiej (górna część Doliny Kościeliskiej) w Tatrach Zachodnich. Znajduje się na wschodnich zboczach Ornaku, poniżej Siwej Przełęczy. Powstała na miejscu dawnego kotła lodowcowego. Położona jest na wysokości ok. 1718 m n.p.m. i porośnięta jest w większości niską murawą, wśród której widoczne są niewielkie kamieniska. Znajdują się na niej dwa niewielki Siwe Stawki. Kiedyś kotlinka należała do terenów pastwiskowych Hali Ornak. Niewypasana jest już od 1947 r., kiedy utworzono tutaj ścisły rezerwat przyrody. Pojawiające się kępy kosodrzewiny wskazują, że wkrótce cała kotlinka zarośnie kosodrzewiną i utworzą się tutaj typowe dla Tatr piętra roślinne.
Na niektórych mapach nie jest wyróżniana.